# 1975-ös Copa América (keretek)
A következő lista tartalmazza az 1975-ös Copa Américan részt vevő nemzeteinek játékoskereteit. A tornát 1975. július 17-e és október 30-a között rendezték.